# Manji Inoue
Manji Inoue (井上 萬二, Inoue Manji), né le 24 mars 1929 à Arita dans la préfecture de Saga et mort le 14 juillet 2025, est un potier et céramiste japonais. Il est désigné Trésor national vivant du Japon en 1995 dans la catégorie des biens culturels immatériels « fabrication de céramique ».
Malgré la tradition familiale dans l'artisanat en céramique, Manji Inoue essaye d'abord, à l'âge de 15 ans, de suivre une formation de pilote de la Marine impériale japonaise. Après la guerre, il travaille sur les conseils de son père auprès de Sakaida Kakiemon XII, maître céramiste de la porcelaine Kakiemon qui perpétue à la 12e génération la tradition familiale qui remonte au XVIe siècle. Après sept années d'apprentissage, il devient en 1952 élève du maître potier Okugawa Chūemon (1901-1975) avec lequel il apprend à composer avec la roue du potier et la production de porcelaine blanche Hakuji. Après le départ à la retraite de son premier professeur, Manji travaille à partir de 1958 en tant que technicien au laboratoire préfectoral d'essai de céramique à Arita. En 1969, il voyage cinq mois en Amérique à l'invitation de l'université de Pennsylvanie où il enseigne.
Le 31 mai 1995, Manji Inoue est désigné Trésor national vivant pour son travail sur la porcelaine blanche. En 1997, il reçoit en outre la médaille au ruban pourpre. Il est par ailleurs citoyen d'honneur de sa ville natale d'Arita. Depuis 2007, il exploite avec son fils Yasunori Inoue (井上 康徳, Inoue Yasunori), un four et un espace d'exposition. Plus récemment, il a exposé ses œuvres en 2012 à l'occasion d'une exposition à New York.

## Source de la traduction
- (de) Cet article est partiellement ou en totalité issu de l’article de Wikipédia en allemand intitulé « Manji Inoue » (voir la liste des auteurs).